# Råsted Lilleå
Råsted Lilleå eller Lilleå är ett vattendrag i Danmark.   Det ligger i Region Mittjylland, i den västra delen av landet, 270 km väster om huvudstaden Köpenhamn.